# Міхай-Браву (комуна, Джурджу)
Міхай-Браву (рум. Mihai Bravu) — комуна у повіті Джурджу в Румунії. До складу комуни входить єдине село Міхай-Браву.
Комуна розташована на відстані 33 км на південь від Бухареста, 27 км на північ від Джурджу.

## Населення
За даними перепису населення 2002 року у комуні проживали 2758 осіб.
Національний склад населення комуни:
| Національність | Кількість осіб | Відсоток |
| -------------- | -------------- | -------- |
| румуни         | 2724           | 98,8%    |
| цигани         | 33             | 1,2%     |

Рідною мовою назвали:
| Мова      | Кількість осіб | Відсоток |
| --------- | -------------- | -------- |
| румунська | 2757           | > 99,9%  |

Склад населення комуни за віросповіданням:
| Релігія        | Кількість осіб | Відсоток |
| -------------- | -------------- | -------- |
| православні    | 2715           | 98,4%    |
| бретрени       | 21             | 0,8%     |
| баптисти       | 12             | 0,4%     |
| лютерани       | 5              | 0,2%     |
| адвентисти     | 3              | 0,1%     |
| греко-католики | 1              | < 0,1%   |
| мусульмани     | 1              | < 0,1%   |

## Зовнішні посилання
- Дані про комуну Міхай-Браву на сайті Ghidul Primăriilor